# Pescara Jazz

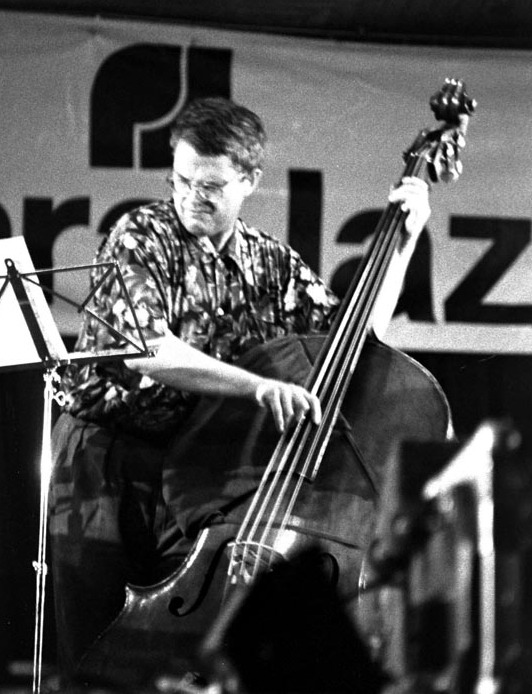
Charlie Haden al Pescara Jazz (1990)

Il Pescara Jazz è un festival internazionale di musica jazz che si svolge ogni estate a Pescara. Nato nel 1969 per volere di Lucio Fumo, è stato il primo festival italiano dedicato al jazz diventando, al tempo, capofila di una serie di iniziative in tutto il territorio nazionale e una delle manifestazioni jazz più importanti in Europa. Nel 2022 si è svolta la 50ª edizione del festival che ha luogo ininterrottamente dal 1981, dopo una pausa di cinque anni.
La manifestazione vanta un'alta affluenza di spettatori per serata e si svolge nella zona della pineta dannunziana di Pescara, presso l'Arena "Gabriele d'Annunzio", che si trova sulla riviera sud della città.
La manifestazione ha dato spazio a tutti i più grandi nomi del jazz: il folto pubblico dei concerti ha avuto il piacere di ascoltare grandi nomi – tra moltissimi altri – come Duke Ellington, Miles Davis, Ella Fitzgerald, Sarah Vaughan, Charles Mingus, Woody Herman, Oscar Peterson, Dave Brubeck, Wayne Shorter, Stan Getz, Dizzie Gillespie, Wynton Marsalis, Herbie Hancock, Natalie Cole, Chick Corea, Pat Metheny. Inoltre, negli anni, il festival ha aperto le porte a stili e generi musicali collaterali ed estranei al jazz, nel tentativo di esplorare sonorità di grande richiamo ma anche di grande qualità come nei concerti di Keith Jarret, Paco de Lucía, Burt Bacharach, Joan Baez, Bob Dylan, Caetano Veloso, James Taylor, Astor Piazzolla, Gary Burton.